# 재건당
재건당(再建黨)은 1963년 1월 10일 김종필 등에 의해 창당된 정당으로, 민주공화당의 모태가 되었다. 1962년 12월경부터 군사 정변 세력은 정당 준비에 착수하였고, 1963년 1월 5일 중앙정보부장이던 김종필 등은 육군 준장에서 예편하고, 1월 10일 재건당이라는 이름의 정당을 조직하였다.
김종필 등의 재건당 조직 선포 직후, 구 정치활동금지법에 묶였던 야당 정치인들은 사전 정당 조직이라며 반발하였다. 군사 정변 세력은 이후 구 자유당계열 인사를 일부 영입하였고, 대한국민당을 조직했던 친이승만계 인사인 윤치영, 임영신 등, 학계의 정구영 등과도 교섭하여 1963년 2월 26일 민주공화당을 창당하였다. 공화당이 창당되자 2월 26일 재건당은 해산을 선언하고 창당 1개월만에 소멸하였다. 군사정변 세력이 민정으로 변신하기 위한 세탁이었다는 비판이 있기도 하다.

## 같이 보기
- 김종필
- 박정희
- 자유당
- 대한국민당
- 민주공화당
- 한국국민당
- 신민주공화당